# Helena Zengel
Helena Zengel (Berlijn, 10 juni 2008) is een Duitse jeugdactrice.

## Levensloop
Helena Zengel is geboren en getogen in Berlijn en begon haar acteercarrière op vijfjarige leeftijd in een videoclip voor de Berlijnse alternatieve rockband Abby. Haar eerste hoofdrol in een film, op achtjarige leeftijd, was in een dramafilm, Die Tochter, die werd geschreven en geregisseerd door Mascha Schilinski en vertoond op het Berlin Film Festival 2017. Ze had ook kleine rollen in twee afleveringen van een Duitse tv-serie, Die Spezialisten - Im Namen der Opfer. In de dramafilm Systemsprenger, geschreven en geregisseerd door Nora Fingscheidt, die in februari 2019 in première ging op het filmfestival, speelt Zengel de hoofdrol van "Benni", een agressieve en getraumatiseerde negenjarige. In april 2020 won ze de Duitse filmprijs voor beste actrice. In 2020 speelt ze naast Tom Hanks in News of the World. Hierin speelt Tom Hanks, in de nasleep van de Amerikaanse Burgeroorlog, een rondtrekkende nieuwslezer, die in aanraking komt met een jong weesmeisje (Helena Zengel), wier ouders werden vermoord door een Indiaanse stam. Hij tracht vervolgens het meisje naar haar familie in San Antonio te brengen. Hanks noemde Zengel het grootste natuurtalent met wie hij ooit gespeeld heeft. De film News of the World was op Netflix meteen een wereldsucces.

## Filmografie
- 2013: Abby: Streets - Klein meisje (videoclip)
- 2014: Spreewaldkrimi - Spreewaldkrimi: Mörderische Hitze (televisieserie)
- 2016: Looping - Lilly
- 2016–2017: Die Spezialisten – Im Namen der Opfer (televisieserie, 2 afleveringen)
- 2017: Der Gute Bulle - Fabienne (televisiefilm)
- 2017: Die Tochter - Luca
- 2019: Systemsprenger (System Crasher) - Bernadette 'Benni' Klaaß
- 2019: Inga Lindström - Familienfest in Sommerby (televisieserie)
- 2020: News of the World - Johanna Leonberger (Cicade)
- 2020: Baby Bitchka
- 2020: News of the World
- 2021: A Christmas Number One
- 2022: Tocotronic – Ich hasse es hier (videoclip)
- 2023: Die Therapie (televisieserie)

- Bibsys: 1579001847882
- Gemeinsame Normdatei: 1123161003
- International Standard Name Identifier: 0000 0005 0483 7024
- Library of Congress Control Number: no2021007734
- Nationale Bibliotheek van Tsjechië: xx0257195
- Système universitaire de documentation: 250788411
- Virtual International Authority File: 93148449773215691891